# Ajit K. Kembhavi
Ajit K. Kembhavi est un astronome indien, vice-président de l'Union astronomique internationale de 2015 à 2021.